# Торета Маре (Таранто)
Торета Маре (итал. Torretta Mare) је насеље у Италији у округу Таранто, региону Апулија.
Према процени из 2011. у насељу је живело 6 становника. Насеље се налази на надморској висини од 3 м.